# Jan Suchopárek
Jan Suchopárek (Kladno, 23 settembre 1969) è un allenatore di calcio ed ex calciatore ceco, di ruolo difensore, attuale commissario tecnico della nazionale Under-21 ceca.

## Carriera

### Club
Dopo aver giocato nelle giovanili del Poldi Kladno, approdò nel 1988 al Dukla Praga. Dal 1991 al 1996 giocò nello Slavia Praga, dove si affermò come uno dei migliori difensori cechi in quegli anni.
Dopo il campionato d'Europa 1996, il calciatore si trasferì in Francia allo Strasburgo e nel 1999 passò per circa un milione e mezzo di marchi al Tennis Borussia Berlino, allora militante in 2. Fußball-Bundesliga.
Nell'estate del 2000 ritornò in Repubblica Ceca allo Slavia Praga e nel 2003 tornò nella squadra della sua città dove terminò la carriera nel 2005.

### Nazionale
Militò nella nazionale cecoslovacca e in quella ceca, giocando complessivamente 61 gare e segnando 4 reti. Partecipò al campionato d'Europa 1996, dove mise a segno il gol del momentaneo 1-0 contro la Russia nella fase a gironi e ottenne il secondo posto finale nel torneo.

## Statistiche

### Cronologia presenze in nazionale
| Cronologia completa delle presenze e delle reti in nazionale ― Cecoslovacchia | Cronologia completa delle presenze e delle reti in nazionale ― Cecoslovacchia | Cronologia completa delle presenze e delle reti in nazionale ― Cecoslovacchia | Cronologia completa delle presenze e delle reti in nazionale ― Cecoslovacchia | Cronologia completa delle presenze e delle reti in nazionale ― Cecoslovacchia | Cronologia completa delle presenze e delle reti in nazionale ― Cecoslovacchia | Cronologia completa delle presenze e delle reti in nazionale ― Cecoslovacchia | Cronologia completa delle presenze e delle reti in nazionale ― Cecoslovacchia |
| Data                                                                          | Città                                                                         | In casa                                                                       | Risultato                                                                     | Ospiti                                                                        | Competizione                                                                  | Reti                                                                          | Note                                                                          |
| ----------------------------------------------------------------------------- | ----------------------------------------------------------------------------- | ----------------------------------------------------------------------------- | ----------------------------------------------------------------------------- | ----------------------------------------------------------------------------- | ----------------------------------------------------------------------------- | ----------------------------------------------------------------------------- | ----------------------------------------------------------------------------- |
| 25-9-1991                                                                     | Oslo                                                                          | Norvegia                                                                      | 2 – 3                                                                         | Cecoslovacchia                                                                | Amichevole                                                                    | -                                                                             |                                                                               |
| 13-11-1991                                                                    | Siviglia                                                                      | Spagna                                                                        | 2 – 1                                                                         | Cecoslovacchia                                                                | Qual. Euro 1992                                                               | -                                                                             |                                                                               |
| 18-12-1991                                                                    | Goiânia                                                                       | Brasile                                                                       | 2 – 1                                                                         | Cecoslovacchia                                                                | Amichevole                                                                    | -                                                                             |                                                                               |
| 4-1-1992                                                                      | Il Cairo                                                                      | Egitto                                                                        | 2 – 0                                                                         | Cecoslovacchia                                                                | Amichevole                                                                    | -                                                                             |                                                                               |
| 27-5-1992                                                                     | Jastrzębie-Zdrój                                                              | Polonia                                                                       | 1 – 0                                                                         | Cecoslovacchia                                                                | Amichevole                                                                    | -                                                                             | 74’                                                                           |
| 23-9-1992                                                                     | Košice                                                                        | Cecoslovacchia                                                                | 4 – 0                                                                         | Fær Øer                                                                       | Qual. Mondiali 1994                                                           | -                                                                             | 60’                                                                           |
| 14-11-1992                                                                    | Bucarest                                                                      | Romania                                                                       | 1 – 1                                                                         | Cecoslovacchia                                                                | Qual. Mondiali 1994                                                           | -                                                                             |                                                                               |
| 24-3-1993                                                                     | Limisso                                                                       | Cipro                                                                         | 1 – 1                                                                         | Cecoslovacchia                                                                | Qual. Mondiali 1994                                                           | -                                                                             | 28’ 76’                                                                       |
| 2-6-1993                                                                      | Košice                                                                        | Cecoslovacchia                                                                | 5 – 2                                                                         | Romania                                                                       | Qual. Mondiali 1994                                                           | -                                                                             |                                                                               |
| 16-6-1993                                                                     | Toftir                                                                        | Fær Øer                                                                       | 0 – 3                                                                         | Cecoslovacchia                                                                | Qual. Mondiali 1994                                                           | -                                                                             |                                                                               |
| 8-9-1993                                                                      | Cardiff                                                                       | Galles                                                                        | 2 – 2                                                                         | Cecoslovacchia                                                                | Qual. Mondiali 1994                                                           | -                                                                             |                                                                               |
| 27-10-1993                                                                    | Košice                                                                        | Cecoslovacchia                                                                | 3 – 0                                                                         | Cipro                                                                         | Qual. Mondiali 1994                                                           | -                                                                             |                                                                               |
| 17-11-1993                                                                    | Bruxelles                                                                     | Belgio                                                                        | 0 – 0                                                                         | Cecoslovacchia                                                                | Qual. Mondiali 1994                                                           | -                                                                             | 56’ 83’                                                                       |
| Totale                                                                        |                                                                               | Presenze                                                                      | 13                                                                            |                                                                               | Reti                                                                          | 0                                                                             |                                                                               |

| Cronologia completa delle presenze e delle reti in nazionale ― Rep. Ceca | Cronologia completa delle presenze e delle reti in nazionale ― Rep. Ceca | Cronologia completa delle presenze e delle reti in nazionale ― Rep. Ceca | Cronologia completa delle presenze e delle reti in nazionale ― Rep. Ceca | Cronologia completa delle presenze e delle reti in nazionale ― Rep. Ceca | Cronologia completa delle presenze e delle reti in nazionale ― Rep. Ceca | Cronologia completa delle presenze e delle reti in nazionale ― Rep. Ceca | Cronologia completa delle presenze e delle reti in nazionale ― Rep. Ceca |
| Data                                                                     | Città                                                                    | In casa                                                                  | Risultato                                                                | Ospiti                                                                   | Competizione                                                             | Reti                                                                     | Note                                                                     |
| ------------------------------------------------------------------------ | ------------------------------------------------------------------------ | ------------------------------------------------------------------------ | ------------------------------------------------------------------------ | ------------------------------------------------------------------------ | ------------------------------------------------------------------------ | ------------------------------------------------------------------------ | ------------------------------------------------------------------------ |
| 23-2-1994                                                                | Istanbul                                                                 | Turchia                                                                  | 1 – 4                                                                    | Rep. Ceca                                                                | Amichevole                                                               | -                                                                        |                                                                          |
| 20-4-1994                                                                | Zurigo                                                                   | Svizzera                                                                 | 3 – 0                                                                    | Rep. Ceca                                                                | Amichevole                                                               | -                                                                        |                                                                          |
| 25-5-1994                                                                | Ostrava                                                                  | Rep. Ceca                                                                | 5 – 3                                                                    | Lituania                                                                 | Amichevole                                                               | -                                                                        | 59’                                                                      |
| 5-6-1994                                                                 | Dublino                                                                  | Irlanda                                                                  | 1 – 3                                                                    | Rep. Ceca                                                                | Amichevole                                                               | 1                                                                        |                                                                          |
| 17-8-1994                                                                | Bordeaux                                                                 | Francia                                                                  | 2 – 2                                                                    | Rep. Ceca                                                                | Amichevole                                                               | -                                                                        |                                                                          |
| 6-9-1994                                                                 | Ostrava                                                                  | Rep. Ceca                                                                | 6 – 1                                                                    | Malta                                                                    | Qual. Euro 1996                                                          | -                                                                        |                                                                          |
| 12-10-1994                                                               | Ta' Qali                                                                 | Malta                                                                    | 0 – 0                                                                    | Rep. Ceca                                                                | Qual. Euro 1996                                                          | -                                                                        | 66’                                                                      |
| 16-11-1994                                                               | Rotterdam                                                                | Paesi Bassi                                                              | 0 – 0                                                                    | Rep. Ceca                                                                | Qual. Euro 1996                                                          | -                                                                        | 58’                                                                      |
| 8-3-1995                                                                 | Brno                                                                     | Rep. Ceca                                                                | 4 – 1                                                                    | Finlandia                                                                | Amichevole                                                               | -                                                                        |                                                                          |
| 26-4-1995                                                                | Praga                                                                    | Rep. Ceca                                                                | 3 – 1                                                                    | Paesi Bassi                                                              | Qual. Euro 1996                                                          | -                                                                        |                                                                          |
| 8-5-1995                                                                 | Bratislava                                                               | Slovacchia                                                               | 1 – 1                                                                    | Rep. Ceca                                                                | Amichevole                                                               | -                                                                        | cap.                                                                     |
| 7-6-1995                                                                 | Lussemburgo                                                              | Lussemburgo                                                              | 1 – 0                                                                    | Rep. Ceca                                                                | Qual. Euro 1996                                                          | -                                                                        |                                                                          |
| 16-8-1995                                                                | Oslo                                                                     | Norvegia                                                                 | 1 – 1                                                                    | Rep. Ceca                                                                | Qual. Euro 1996                                                          | 1                                                                        | 71’                                                                      |
| 6-9-1995                                                                 | Praga                                                                    | Rep. Ceca                                                                | 2 – 0                                                                    | Norvegia                                                                 | Qual. Euro 1996                                                          | -                                                                        |                                                                          |
| 15-11-1995                                                               | Praga                                                                    | Rep. Ceca                                                                | 3 – 0                                                                    | Lussemburgo                                                              | Qual. Euro 1996                                                          | -                                                                        |                                                                          |
| 26-3-1996                                                                | Ostrava                                                                  | Rep. Ceca                                                                | 3 – 0                                                                    | Turchia                                                                  | Amichevole                                                               | 1                                                                        |                                                                          |
| 29-5-1996                                                                | Salisburgo                                                               | Austria                                                                  | 1 – 0                                                                    | Rep. Ceca                                                                | Amichevole                                                               | -                                                                        |                                                                          |
| 1-6-1996                                                                 | Basilea                                                                  | Svizzera                                                                 | 1 – 2                                                                    | Rep. Ceca                                                                | Amichevole                                                               | -                                                                        | 32’                                                                      |
| 9-6-1996                                                                 | Manchester                                                               | Germania                                                                 | 2 – 0                                                                    | Rep. Ceca                                                                | Euro 1996 - 1º turno                                                     | -                                                                        |                                                                          |
| 14-6-1996                                                                | Liverpool                                                                | Rep. Ceca                                                                | 2 – 1                                                                    | Italia                                                                   | Euro 1996 - 1º turno                                                     | -                                                                        | 41’                                                                      |
| 19-6-1996                                                                | Liverpool                                                                | Rep. Ceca                                                                | 3 – 3                                                                    | Russia                                                                   | Euro 1996 - 1º turno                                                     | 1                                                                        |                                                                          |
| 23-6-1996                                                                | Birmingham                                                               | Rep. Ceca                                                                | 1 – 0                                                                    | Portogallo                                                               | Euro 1996 - Quarti di finale                                             | -                                                                        | 1’                                                                       |
| 30-6-1996                                                                | Londra                                                                   | Rep. Ceca                                                                | 1 – 2 gg                                                                 | Germania                                                                 | Euro 1996 - Finale                                                       | -                                                                        |                                                                          |
| 18-9-1996                                                                | Teplice                                                                  | Rep. Ceca                                                                | 6 – 0                                                                    | Malta                                                                    | Qual. Mondiali 1998                                                      | -                                                                        |                                                                          |
| 9-10-1996                                                                | Praga                                                                    | Rep. Ceca                                                                | 0 – 0                                                                    | Spagna                                                                   | Qual. Mondiali 1998                                                      | -                                                                        | 46’                                                                      |
| 10-11-1996                                                               | Belgrado                                                                 | Jugoslavia                                                               | 1 – 0                                                                    | Rep. Ceca                                                                | Qual. Mondiali 1998                                                      | -                                                                        |                                                                          |
| 12-3-1997                                                                | Ostrava                                                                  | Rep. Ceca                                                                | 2 – 1                                                                    | Polonia                                                                  | Amichevole                                                               | -                                                                        |                                                                          |
| 20-8-1997                                                                | Teplice                                                                  | Rep. Ceca                                                                | 2 – 0                                                                    | Fær Øer                                                                  | Qual. Mondiali 1998                                                      | -                                                                        |                                                                          |
| 24-8-1997                                                                | Bratislava                                                               | Slovacchia                                                               | 2 – 1                                                                    | Rep. Ceca                                                                | Qual. Mondiali 1998                                                      | -                                                                        |                                                                          |
| 6-9-1997                                                                 | Toftir                                                                   | Fær Øer                                                                  | 0 – 2                                                                    | Rep. Ceca                                                                | Qual. Mondiali 1998                                                      | -                                                                        |                                                                          |
| 11-10-1997                                                               | Praga                                                                    | Rep. Ceca                                                                | 3 – 0                                                                    | Slovacchia                                                               | Qual. Mondiali 1998                                                      | -                                                                        | 42’                                                                      |
| 22-4-1998                                                                | Murska Sobota                                                            | Slovenia                                                                 | 1 – 3                                                                    | Rep. Ceca                                                                | Amichevole                                                               | -                                                                        |                                                                          |
| 21-5-1998                                                                | Kōbe                                                                     | Rep. Ceca                                                                | 1 – 0                                                                    | Paraguay                                                                 | Amichevole                                                               | -                                                                        |                                                                          |
| 24-5-1998                                                                | Yokohama                                                                 | Giappone                                                                 | 0 – 0                                                                    | Rep. Ceca                                                                | Amichevole                                                               | -                                                                        |                                                                          |
| 27-5-1998                                                                | Seul                                                                     | Corea del Sud                                                            | 2 – 2                                                                    | Rep. Ceca                                                                | Amichevole                                                               | -                                                                        |                                                                          |
| 19-8-1998                                                                | Praga                                                                    | Rep. Ceca                                                                | 1 – 0                                                                    | Danimarca                                                                | Amichevole                                                               | -                                                                        |                                                                          |
| 6-9-1998                                                                 | Toftir                                                                   | Fær Øer                                                                  | 0 – 1                                                                    | Rep. Ceca                                                                | Qual. Euro 2000                                                          | -                                                                        |                                                                          |
| 10-10-1998                                                               | Sarajevo                                                                 | Bosnia ed Erzegovina                                                     | 1 – 3                                                                    | Rep. Ceca                                                                | Qual. Euro 2000                                                          | -                                                                        |                                                                          |
| 14-10-1998                                                               | Teplice                                                                  | Rep. Ceca                                                                | 4 – 1                                                                    | Estonia                                                                  | Qual. Euro 2000                                                          | -                                                                        | 67’                                                                      |
| 9-2-1999                                                                 | Bruxelles                                                                | Belgio                                                                   | 0 – 1                                                                    | Rep. Ceca                                                                | Amichevole                                                               | -                                                                        |                                                                          |
| 27-3-1999                                                                | Teplice                                                                  | Rep. Ceca                                                                | 2 – 0                                                                    | Lituania                                                                 | Qual. Euro 2000                                                          | -                                                                        |                                                                          |
| 31-3-1999                                                                | Glasgow                                                                  | Scozia                                                                   | 1 – 2                                                                    | Rep. Ceca                                                                | Qual. Euro 2000                                                          | -                                                                        |                                                                          |
| 5-6-1999                                                                 | Tallinn                                                                  | Estonia                                                                  | 0 – 2                                                                    | Rep. Ceca                                                                | Qual. Euro 2000                                                          | -                                                                        |                                                                          |
| 9-6-1999                                                                 | Praga                                                                    | Rep. Ceca                                                                | 3 – 2                                                                    | Scozia                                                                   | Qual. Euro 2000                                                          | -                                                                        | 42’                                                                      |
| 18-8-1999                                                                | Drnovice                                                                 | Rep. Ceca                                                                | 3 – 0                                                                    | Svizzera                                                                 | Amichevole                                                               | -                                                                        |                                                                          |
| 8-9-1999                                                                 | Teplice                                                                  | Rep. Ceca                                                                | 3 – 0                                                                    | Bosnia ed Erzegovina                                                     | Qual. Euro 2000                                                          | -                                                                        |                                                                          |
| 9-10-1999                                                                | Praga                                                                    | Rep. Ceca                                                                | 2 – 0                                                                    | Fær Øer                                                                  | Qual. Euro 2000                                                          | -                                                                        | 32’ 74’                                                                  |
| 3-2-2000                                                                 | Dublino                                                                  | Irlanda                                                                  | 3 – 2                                                                    | Rep. Ceca                                                                | Amichevole                                                               | -                                                                        | 46’                                                                      |
| Totale                                                                   |                                                                          | Presenze                                                                 | 48                                                                       |                                                                          | Reti                                                                     | 4                                                                        |                                                                          |

## Palmarès

### Club

#### Competizioni nazionali
- Coppa di Cecoslovacchia: 1

Dukla Praga: 1989-1990
- Campionato ceco: 1

Slavia Praga: 1995-1996
- Coppa di Lega francese: 1

Strasburgo: 1996-1997

#### Competizioni internazionali
- Coppa Piano Karl Rappan: 2

Slavia Praga: 1992, 1993